# マキリ

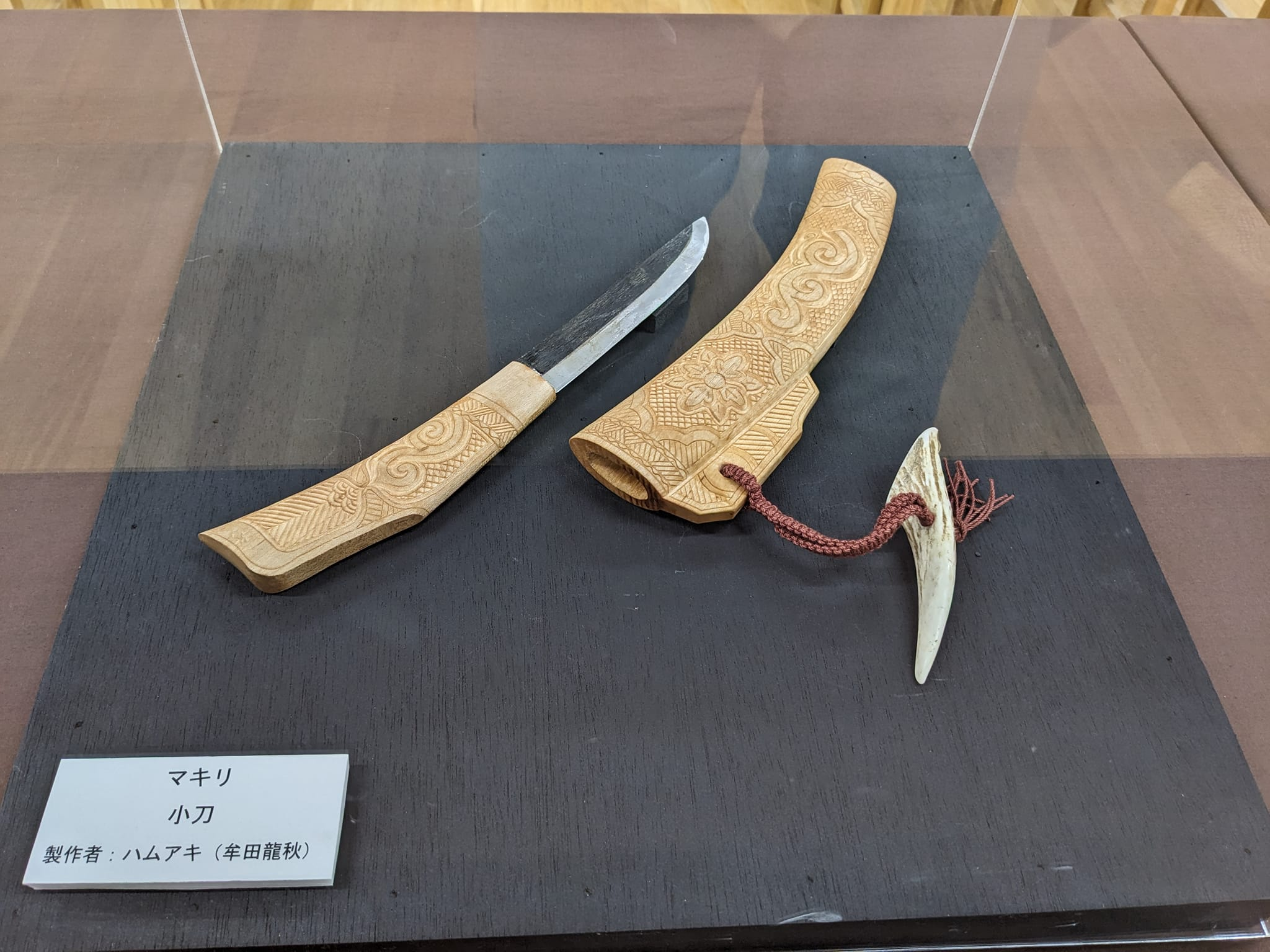
現代の作家によるアイヌマキリ（ウポポイの展示品）

マキリとは、マタギを始めとした日本の猟師に用いられている狩猟刀、または漁業従事者に用いられる漁業用包丁の名称である。より大型のものは「ナガサ」と呼ばれて区別される。
また、アイヌ民族が日常生活の中で汎用刃物として様々な用途に用いる短刀も“マキリ”と呼ばれる。これは日本語から移入されたアイヌ語である（後節「#マキリという名称について」参照）。こちらもより大型のものは「タシロ」と呼ばれて区別される。

## マキリという名称について

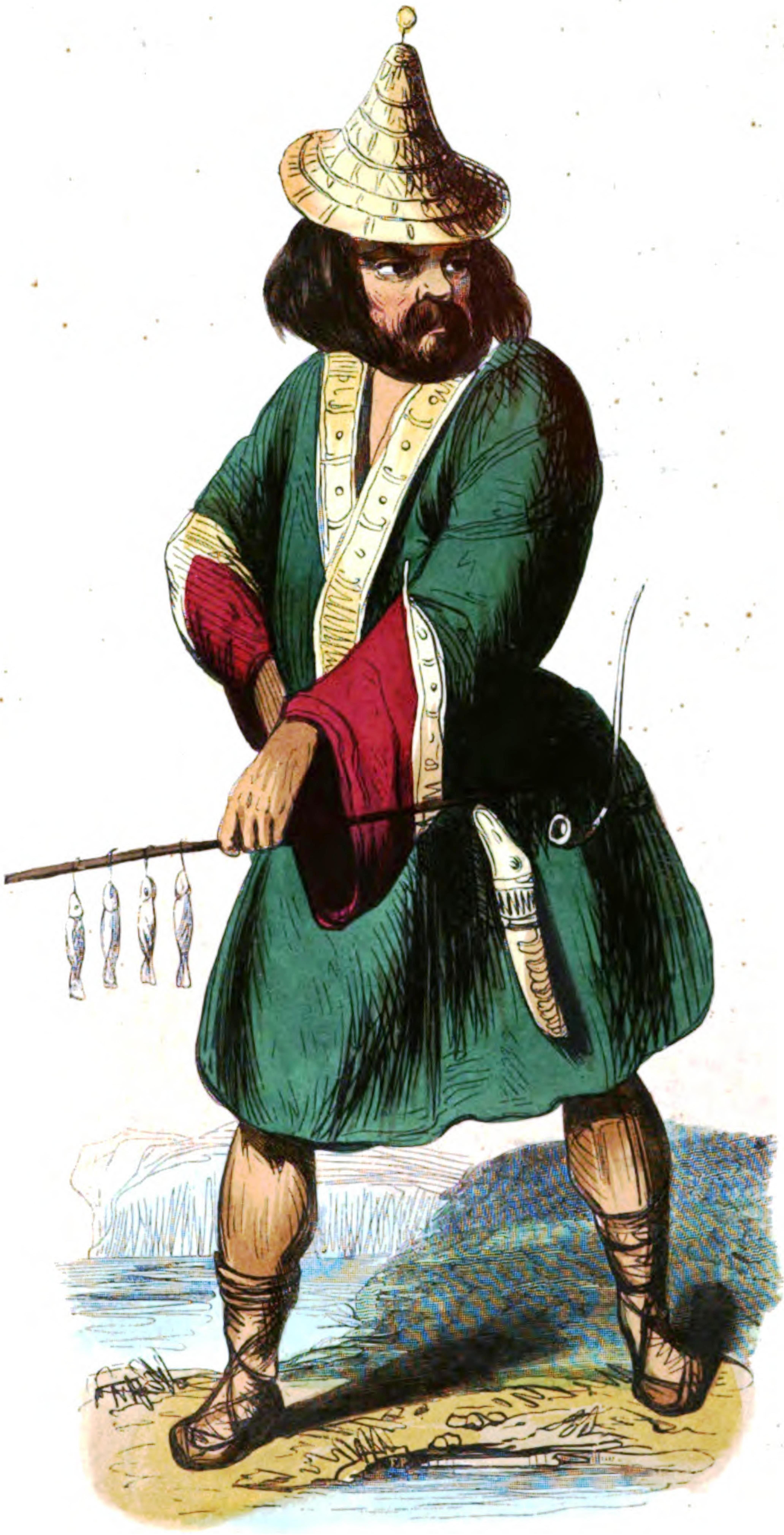
アイヌの漁師を描いた絵。左腰にマキリを提げている（1843年）

方言研究者の橘正一（1902-1940）は、“アイヌ民族によって用いられている短刀”としての「マキリ」という名称は、日本語の爪打刀（つめうちかたな）の略称である爪切（つまきり）から頭音脱落する形でアイヌ語に導入されたと推測しているが、頭音脱落する形で小刀をマキリと呼び習わしていた青森、秋田、岩手、能登、出雲のいずれかの地域から直接マキリという語を導入した可能性もある。橘は、アイヌが金属精錬技術を持たず金属器はすべて日本から輸入していたと認識して、呼称に関してもマキリだけ例外ということは考え難いとしている。
厳密には、アイヌにおいて鉄の技術がなかったわけではないが、鍛錬鍛冶が中心で、高度な鍛冶技術を必要とする鉄器は生産できなかった。佐々木利和は、北海道アイヌの自製の小刀として古釘や屑鉄を野鍛冶で打った樺太で見られるような品を想定し、日本の鋭利な刃物が手に入るようになると、交易により入手するようになったとし、その刃物の主な用途は、同時代に交易に用いる鮭やニシンといった魚の加工、獣皮の生産、漁業等としている。
林子平は1785年（天明5年）の「三国通覧図説」において、北海道に輸出されたすべてのマキリとタシロは酒田鍛冶によってニシン解体用に生産された包丁だったとしている。これは北前船の西廻り航路でのニシンを中心とした流通経路と、日本人の下でニシン漁と加工を請け負っていたアイヌが日本人から提供されたニシン解体用のマキリに汎用性や有用性を見出した事が理由だと思われる。
1899年(明治32年）の調査で鳥居龍蔵は、北海道アイヌ（「蝦夷アイヌ」）は千島アイヌ同様に男女とも常に帯に担当をさげて携帯しておりそれをマキリと呼んでいるが、これは日本語であり、昔は「エペラ」と呼んでいたとしている。さらに、日高や胆振では「マキリ」だけが記憶されており当地のアイヌはそれを固有語だとしているが、1791年（寛政3年）に菅江真澄が胆振の虻田で小刀の名称として「エペラ」という語を記録していることから、この地域でも1791年時点では「エペラ」という単語が使用されていたことが判明している。
その他の北海道アイヌの部族では小刀を「エイワケ」「エイワキ」「イケレッフ」等と呼称していたことが知られている。なお、それらの呼称は元々は石器の小刀を指す言葉であり、日本製の鉄製小刀との区別のために「マキリ」という呼称が日本から導入された可能性が高い。
近年、アイヌのマキリ以外の“マキリ”について「アイヌ語から」「北海道以外の日本の漁業者やマタギが使う「マキリ」はアイヌ語やアイヌのマキリに由来する」「アイヌのマキリが伝えられて日本独自の刃物として発展した」と記述されていることがあるが、それはアイヌのマキリが本来のマキリよりもはるかに有名になっているためであり、情報の混乱が見られる。

## 和人のマキリ
日本では「武具ではない、主に狩猟や漁に用いる小型の刃物」を指す言葉として“マキリ”の語が用いられており、マタギの用いる大型の狩猟刀及び小型の皮剥刀、もしくは中～小型の狩猟用ナイフ、漁師の用いる合口様式の漁業用包丁が「マキリ」と呼称されている例が見られる。
それらの刀剣類は「魔切」「間切（包丁）」といった漢字で記述されていることがあるが、これらは上述の通り“爪打刀”に由来する当て字であり、アイヌ語との関連はない。

## アイヌのマキリ
北海道全域のアイヌの各部族も「武具ではない、主に狩猟や漁に用いる小型の刃物」を指す言葉として“マキリ”の語を用いている。
それらのマキリの中でも特に小型で女性用、又はアイヌ男性によってアイヌ女性に贈られたマキリを特別に「メノコマキリ」と呼び分けることもある。
それらのマキリはイタヤカエデのような比較的硬い木や鹿角を材料としたアイヌ独自の装飾が施された鞘や柄を持ち、その装飾のなかでもウロコ彫りと呼ばれる地模様は他に類を見ないアイヌ独自の手法で彫られる。
鞘や柄の形態や装飾はアイヌの部族によって異なり桜の皮で縫い合わされたもの、水抜き用の穴があるもの、木や角製の根付がつくものなど様々な種類がある。

## ギャラリー
マキリ

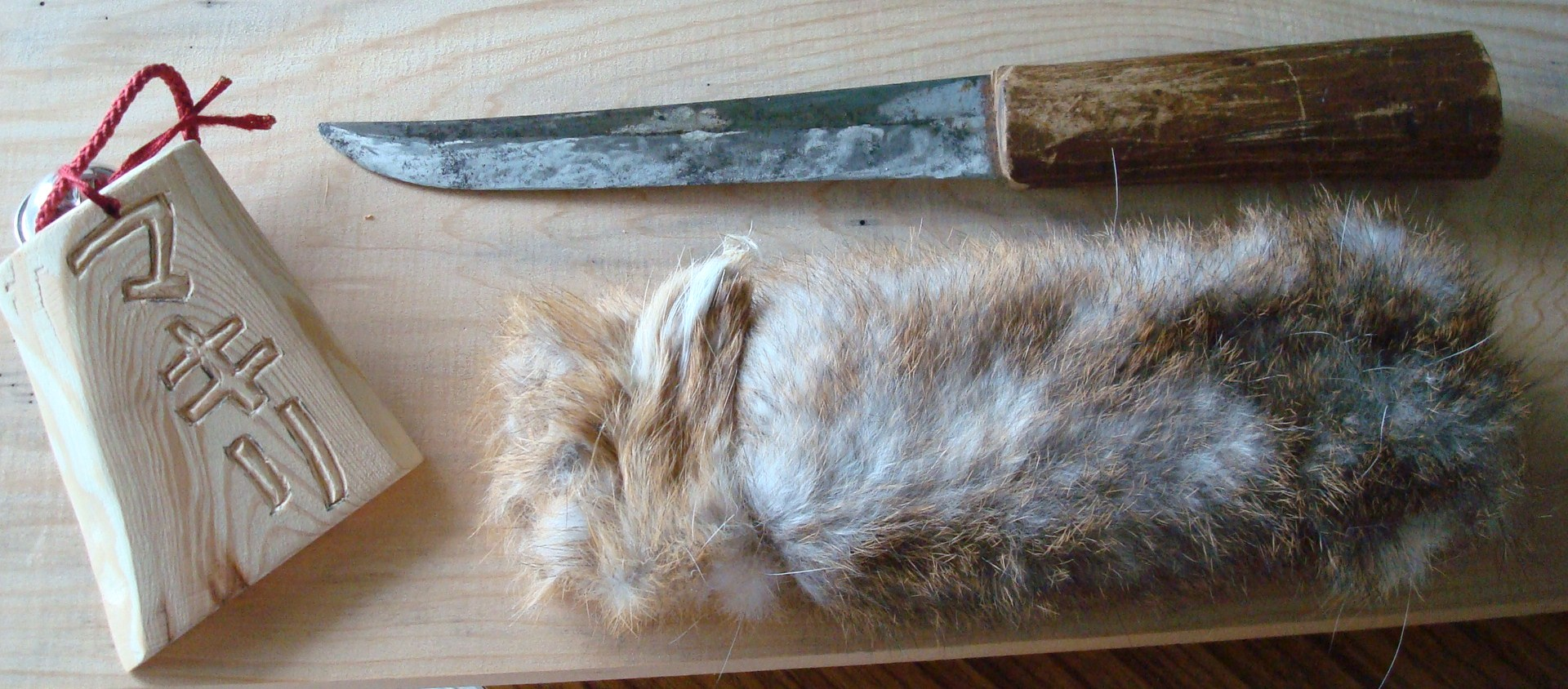
秋田の八木沢マタギに用いられていたマキリ

アイヌマキリ

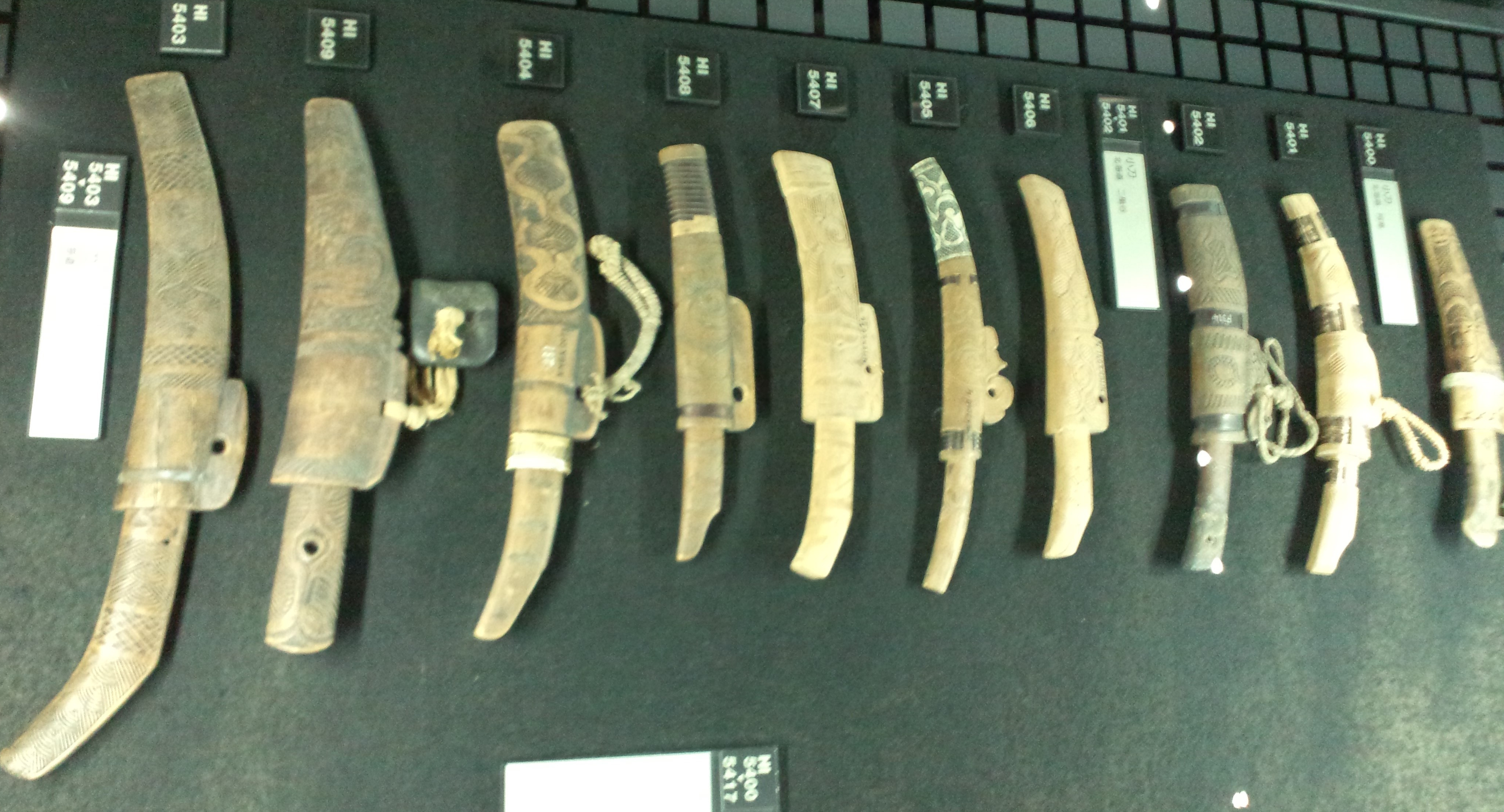
大阪府吹田市の国立民族学博物館に展示されている各種のアイヌマキリ
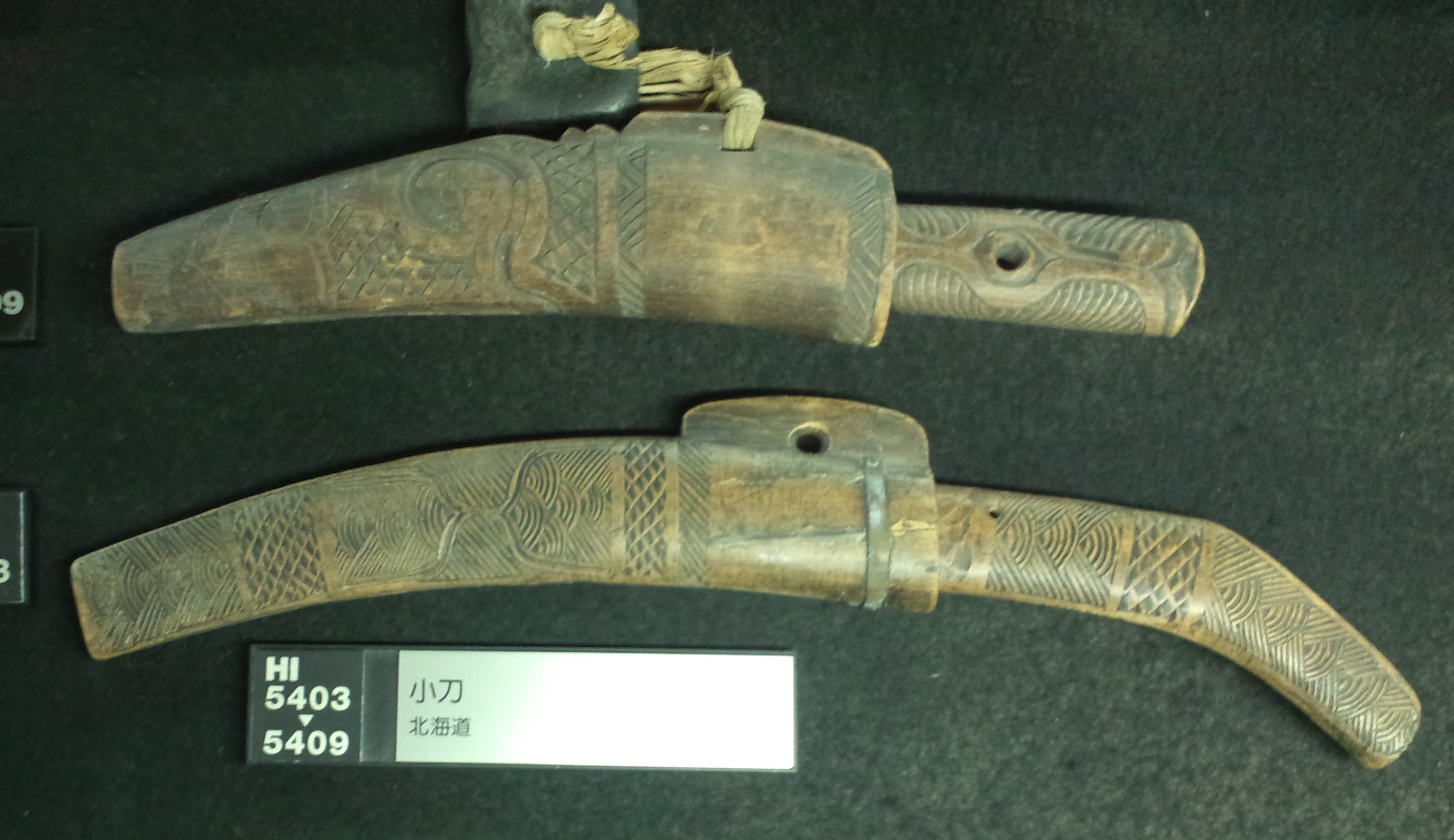
アイヌマキリ2種 （国立民族学博物館蔵）
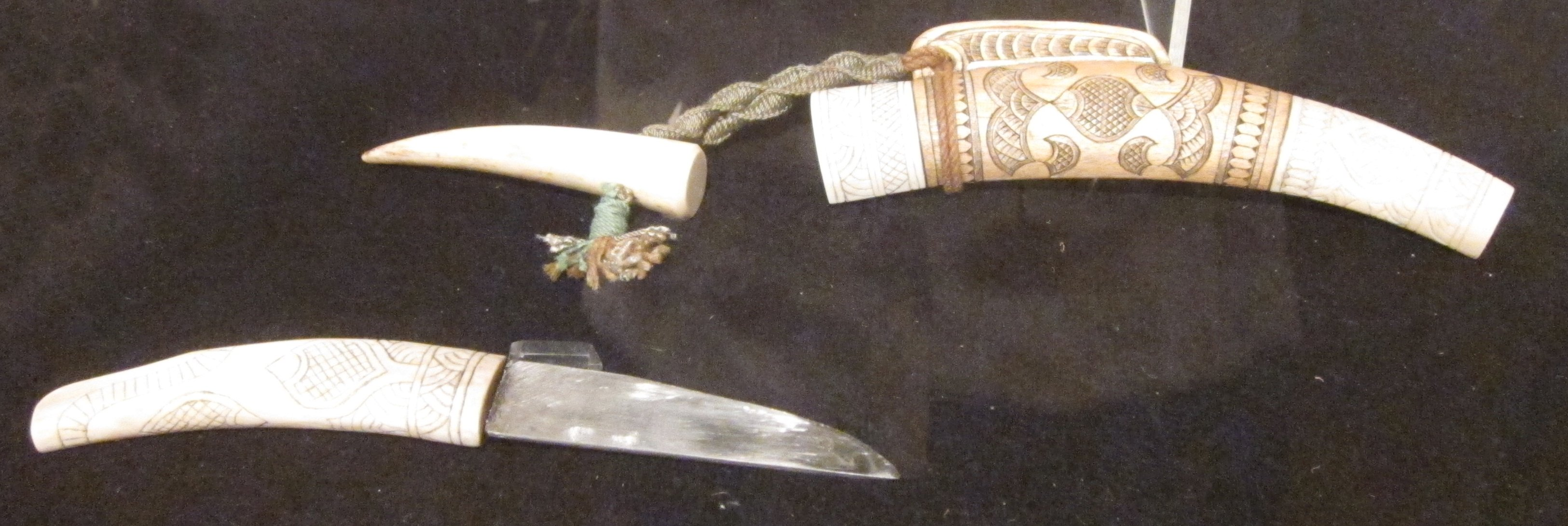
アイヌマキリ